# 広安村
広安村（ひろやすむら）は、熊本県の中部、上益城郡にかつてあった村である。

## 歴史
- 1889年4月1日 - 町村制が施行。広崎村、福富村、古閑村、馬水村、総領村、安永村が合併して発足。
- 1954年4月1日 - 木山町、飯野村、福田村、津森村と合併し益城町となる。

## 学校
- 広安村立広安小学校（現在の益城町立広安小学校）
- 広安村外二か村中学校組合立益城中学校